# Небыла, Себастьян
Себа́стьян Не́была (словац. Sebastian Nebyla; 25 января 2002, Гютерсло) — словацкий футболист, полузащитник клуба «Яблонец».

## Клубная карьера
Воспитанник академии трнавского «Спартака». В 2018 году перешёл в молодёжную команду английского «Вест Хэм Юнайтед», где выступал за юношеские и резервные составы клуба.
В 2020 году вернулся в Словакию, став игроком клуба «ДАК 1904». Также на правах аренды выступал за фарм-клуб «Шаморин». В общей сложности провёл более 30 матчей в высшей лиге Словакии.
В 2023 году подписал контракт с хорватским клубом «Истра 1961», однако уже в начале 2024 года был отдан в аренду в чешский «Яблонец». После успешного полугодия клуб выкупил контракт игрока.

## Карьера в сборной
Выступал за юношеские сборные Словакии разных возрастов. С 2021 года регулярно вызывается в молодёжную сборную Словакии, за которую провёл свыше 30 матчей и отметился несколькими голами.
4 июня 2025 года был включен в окончательную заявку молодёжной сборной на молодёжный чемпионат Европы 2025.